# 開羅宣言 (電影)
《開羅宣言》（英語：Cairo Declaration）是一部2015年上映的中国大陆影片，其是慶祝第二次世界大战結束70周年。该电影以开罗宣言为主题，讲述二战期间同盟国与轴心国之间的殊死较量，描述了国共抗日统一战线和世界反法西斯统一战线形成的过程。

## 主要情节
本片主角是石剑峰。第二次世界大战期间，日军重庆大轰炸。中共延安方面派曾希圣赴重庆，把重要资料交给了蒋介石（马晓伟 饰），军技室密码破译专家石剑峰（胡军 饰）凭着中共提供的资料，破译了日军情报，挽救了宋子文的生命。
石剑峰破译出：“日军可能是对美国要有行动。”上报何应钦（何政军 饰）。蒋介石将该情报转给美国，美国总统罗斯福却选择相信美国自己的情报。石剑峰破获日军将进攻中途岛的情报。蒋介石将情报转送美国。罗斯福接见宋子文，“为了感谢中国人民对美国的帮助，我要送你份礼物。”礼物是一版由罗斯福亲自设计的纪念中国抗日战争五周年的邮票。
冈村宁次派出大岛一郎（黑木真二 饰）刺杀石剑峰。蒋介石取得山本五十六的行程电报，电报被送交罗斯福，山本五十六被美军击毙。大岛一郎抵达重庆，见到妹妹江户英子（韩雪 饰），并交给妹妹一枚藏有毒药的戒指。 
1943年11月18日，中国代表团乘专机赴开罗。开罗会议期间，蒋介石、宋美龄夫妇与英国首相丘吉尔会晤但话不投机，与罗斯福的会晤却相谈甚欢。在起草《开罗宣言》的会议上，王宠惠与英国、美国高官争论，最终诞生了《开罗宣言》。 
罗斯福逝世，重庆降半旗致哀。1945年7月26日，美、英、中三国首脑及外长共同签署发表了《波茨坦公告》，敦促日本无条件投降。美国总统杜鲁门认为日本拒绝投降，先后在日本广岛、长崎投下原子弹。中国共产党中央委员会主席毛泽东发表《对日寇的最后一战》声明。裕仁天皇最终发表《终战诏书》。 
江户英子扣下了毒戒，而石剑峰早就知道了一切。真相大白后，江户英子不禁泪流满面。1945年9月9日，中國陸軍總司令部總司令何应钦在南京陆军总部大礼堂主持受降典礼，大日本帝國陸軍中国派遣军总司令冈村宁次在投降书上签字。
本片片长98分钟，其中介绍开罗会议和《开罗宣言》的内容不到20分钟。故事主线是虚构人物石剑峰的英雄事迹及戰火之中中日日常人物的爱恨情仇。

## 演员表
| 演员                       | 角色       | 备注                                                   |
| -------------------------- | ---------- | ------------------------------------------------------ |
| 胡军                       | 石剑峰     | 国军密码专家，少将军衔，原型池步洲                     |
| 韩雪                       | 江户英子   | 石剑峰夫人                                             |
| 刘嘉玲                     | 宋美龄     | 蒋介石夫人                                             |
| 马晓伟                     | 蒋介石     | 中国国民党总裁、中华民国国民政府主席、军事委员会委员长 |
| 唐国强                     | 毛泽东     | 中国共产党中央委员会主席                               |
| 姚笛                       | 黄怡青     | 负责保护石剑峰的中共地下党员                           |
| 何政军                     | 何应钦     | 中华民国军政部部长、中国陆军总司令部总司令             |
| 曾秋生                     | 王宠惠     | 国防最高委员会秘书长、开罗会议中国代表团成员           |
| 黑木真二                   | 大岛一郎   | 日军特工，江户英子之兄                                 |
| 陈冲                       | 宋庆龄     | 孙中山夫人                                             |
| 亚历山大·巴甫洛夫          | 斯大林     | 苏联共产党中央委员会总书记、苏联部长会议主席           |
| 大卫                       | 罗斯福     | 美国总统                                               |
| 麦寇                       | 丘吉尔     | 英国首相                                               |
| 于紫菲                     | 宋蔼龄     | 孔祥熙夫人                                             |
| 章申                       | 宋子文     | 中华民国外交部部长                                     |
| 重松                       | 近卫文麿   | 第39任日本内阁总理大臣                                 |
| 木村荣                     | 东条英机   | 第40任日本内阁总理大臣                                 |
| 大村波彦                   | 山本五十六 | 日本联合舰队司令                                       |
| 未知                       | 裕仁       | 日本天皇，片中未正面现身                               |
| 石原和海                   | 冈村宁次   | 日本华北方面军司令、中国派遣军司令                     |
| 福乐克 （Volker Helfrich） | 希特勒     | 德意志第三帝国元首                                     |

## 海报争议

争议海报，为饰演毛泽东的演员唐国强。

根据历史事實，当时参加开罗会议的有美國總統罗斯福、英國首相丘吉尔以及代表中華民國的蒋介石，後來三人的合影也被制片方作為电影海报的設計範本之一。但在对外公布电影海报时，首批公布的是一组四张演员单人海报，包括饰演罗斯福、丘吉尔、斯大林的三位演员，以及饰演毛泽东的本片大牌演员唐国强。这引起一些网民的不满，质疑为何没公布蒋介石的海报却公布毛泽东的海报，也有的网友质疑片方和宣传方想以此炒作。
2015年8月20日中華民國總統马英九高调指责《开罗宣言》，称“居然毛泽东出现在开罗会议，这实在是个大笑话”。而《环球时报》称马英九被公知耍了。随后片方又陆续公布了一系列电影海报，包括蒋介石及宋氏三姐妹等等。片方还特别声明并非炒作。

## 上映與票房
《開羅宣言》於2015年9月3日上映，取得800多萬元票房。片方對此票房成績並不滿意，導演溫德光表示：「.....票房表現不足以表達這部影片的真正價值，那一次發行確實有很多問題，不甘心。」發行方負責人、中國電影發行放映協會副會長趙軍認為「《開羅宣言》與同類型的大片《百團大戰》撞期，而《百團大戰》從上到下的宣傳聲勢都壓過了《開羅宣言》，再加上當時的發行公司沒有及時做出檔期調整的決定，所以造成了票房失利。」《開羅宣言》之後於2016年3月11日第二次上映，趙軍副會長在第二次公映時表示「這是對中國電影能否二次上映的一次摸索和嘗試。」趙軍說，在他的記憶中，二次上映的先例在中國沒有「這是我們對中國電影能否二次上映的一次摸索嘗試，不想讓中國電影有太多遺珠。焉知禍福，但這是對中國電影的負責任的態度。」趙軍透露，二次上映並不需要申請，首先是和各個院線溝通，先得到了電影院和院線的支持，「沒有一家院線說不排片的」，然後「也和電影局打了一個招呼」。最後決定在2016年3月再上映，是看中這個檔期相對競爭較弱，第二次上映票房約50餘萬元。
香港于2016年10月27日于九龙湾淘大影艺戏院独家上映。

## 外部連結
- 互联网电影数据库（IMDb）上《開羅宣言》的资料（英文）
- 豆瓣电影上《開羅宣言》的資料 （简体中文）